# Seasons End
Seasons End (englisch für „Ende der Jahreszeiten“) ist das fünfte Studioalbum der britischen Progressive-Rock-Band Marillion. Es wurde im September 1989 als erstes Album der Hogarth-Ära veröffentlicht. Die LP wurde als 180 g Vinyl-Pressung im Februar 2012 erneut veröffentlicht.

## Entstehung
Im August 1988 hatten sich der Frontmann Fish und Marillion getrennt. Die Band begab sich auf die Suche nach einem neuen Sänger, blieb dabei jedoch vorerst erfolglos. Als Texter wurde John Helmer engagiert, während die Band weiter an neuem Material arbeitete. Marillion hatten sich rund 300 Bewerbungsbänder angehört und rund 30 Bewerber getestet. Im Januar 1989 trafen sich Marillion und Steve Hogarth zur Audition. Innerhalb kurzer Zeit wurde Steve Hogarth festes Mitglied der Band und begann auch damit, John Helmers Texte zu verändern sowie eigene zu schreiben.

## Inhalt
The King of Sunset Town, ursprünglich ein Text von John Helmer über Obdachlosigkeit in London, wurde unter den Eindrücken der Berichterstattung über das Tian’anmen-Massaker von Steve Hogarth umgeschrieben. Deng Xiaoping wurde nun zum „King“, der Titel blieb erhalten.
Easter ist ein Song von Hogarth, zu dem er schon Anfang 1988 die ersten Ideen hatte. Musikalisch inspiriert vom schottischen Volkslied „The Skye Boat Song“ und mit Bezügen zu William Butler Yeats Gedicht „Easter 1916“ ist ein versöhnliches Loblied auf Irland entstanden. The Uninvited Guest, der Text ist von Helmer, ist vordergründig ein Song über Leute, die man nicht um sich haben mag, der „nicht eingeladene Gast“ könnte aber auch HIV sein. Ein Lamento über die globale Erwärmung und den Verlust kalter englischer Winter ist Seasons End, der Titelsong. Holloway Prison ist ein Frauengefängnis in London. Im Song Holloway Girl geht es um eine Frau, die eigentlich nicht ins Gefängnis gehört, sondern in die Psychiatrie. In Berlin wird die Geschichte eines Fluchtversuchs aus der DDR durch das Niemandsland erzählt.

## Titelliste
1. The King of Sunset Town (Hogarth/Rothery/Kelly/Trewavas/Mosley/Helmer) (08:04)
2. Easter (Hogarth/Rothery/Kelly/Trewavas/Mosley) (05:58)
3. The Uninvited Guest (Hogarth/Rothery/Kelly/Trewavas/Mosley/Helmer) (03:52)
4. Seasons End (Hogarth/Rothery/Kelly/Trewavas/Mosley/Helmer) (08:10)
5. Holloway Girl (Hogarth/Rothery/Kelly/Trewavas/Mosley) (04:30)
6. Berlin (Hogarth/Rothery/Kelly/Trewavas/Mosley/Helmer) (07:48)
7. After Me (Hogarth/Rothery/Kelly/Trewavas/Mosley) (03:20) (nicht auf der LP enthalten)
8. Hooks In You (Hogarth/Rothery/Kelly/Trewavas/Mosley/Helmer) (02:57)
9. The Space… (Hogarth/Rothery/Kelly/Trewavas/Mosley/Woore/Dugmore/Harper) (06:14)

Titelliste der Bonus-CD 
1. The Uninvited Guest (12" Version) (05:05)
2. The Bell in the Sea (04:21)
3. The Release (03:45)
4. The King of Sunset Town (Demo) (05:34)
5. Holloway Girl (Demo) (04:48)
6. Seasons End (Demo) (08:02)
7. The Uninvited Guest (Demo) (03:56)
8. Berlin (Demo) (08:03)
9. The Bell in the Sea (Demo) (04:52)

## Singleauskopplungen
Als erste Single wurde im August 1989 Hooks in You mit der B-Seite After Me veröffentlicht, welche den 30. Platz der UK-Single-Charts erreichte. Die zweite Single The Uninvited Guest, im November 1989 mit der B-Seite The Bell in the Sea erschienen, erreichte Platz 53 der UK-Charts. Die dritte Single Easter mit der B-Seite The Release wurde im März 1990 veröffentlicht und erreichte Platz 34 der UK-Charts.

## Rezeption
Steve Hogarth im Vergleich zu Fish ist das bestimmende Thema fast aller Kritiken zu diesem Album, und zwar mit überaus unterschiedlichen Ergebnissen.
progreviews.com: Marillion war eine gute Band, die durch Fish großartig wurde – Steve Hogarth lässt den Zauber vermissen.
progarchives.com: Anders als die frühen Marillion aber immer noch exzellent.
progressiveworld.net: Hogarths gefühlvoller zu Herzen gehender Gesang, speziell bei Seasons End und Easter, bringt mich dazu diese Marillion genauso zu lieben wie die alten Marillion.
BBS: …blaest einen der Gesang im Vergleich zu vorher doch ziemlich weg… Ein gelungenes Album einer Band, die allerdings ganz klar auf der Suche nach einem neuen Stil war!